# Мохнюк, Анастасия Александровна
Анастасия Александровна Мохнюк (укр. Анастасія Олександрівна Мохнюк; род. 1 января 1991, Новая Каховка, Херсонская область, Украинская ССР, СССР) — украинская легкоатлетка, специализирующаяся в многоборье. Чемпионка Украины. Мастер спорта международного класса.

## Биография
Начала заниматься лёгкой атлетикой в девять лет в родной Новой Каховке. Под руководством тренера Игоря Каратуна становилась победителем и призёром национальных соревнований в беге с барьерами, прыжке в длину и семиборье.
В 2010 году дебютировала на международной арене, заняв 11-е место в семиборье на юниорском чемпионате мира.
Тренируясь в Броварах у Елены Ступаченко, в 22 года выполнила норматив мастера спорта международного класса, став второй в пятиборье на чемпионате Украины в помещении с результатом 4507 очков. Спустя месяц поехала на чемпионат Европы в помещении, где выступила только в прыжке в длину (вышла в финал, где заняла восьмое место).
Выиграла бронзовую медаль на молодёжном первенстве Европы 2013 года с суммой 5898 очков.
Серьёзного прогресса в результатах добилась в 2015 году, улучшив по ходу сезона личные рекорды в пяти дисциплинах семиборья. На своём дебютном чемпионате мира заняла седьмое место с лучшим результатом в карьере — 6359 очков.
В 2016 году участвовала в зимнем чемпионате мира в пятиборье. Установила личные рекорды в первых четырёх дисциплинах и лидировала перед бегом на 800 метров, опережая соотечественницу Алину Фёдорову и канадку Брианну Тейсен-Итон более чем на 100 очков. Однако удержать преимущество не удалось: Тейсен-Итон смогла отыграть в заключительном виде 13 секунд и стала чемпионкой. Мохнюк с личным рекордом 4847 очков завоевала серебряную медаль.
14 апреля 2016 года стало известно, что в допинг-пробе Мохнюк, взятой на чемпионате мира в помещении, был обнаружен запрещённый мельдоний. Спортсменка была отстранена от участия в соревнованиях до окончания разбирательства. 28 февраля 2018 года ИААФ официально объявила, что случай с мельдонием не является виной легкоатлетки: она не получила за него дисквалификацию, но по правилам лишилась серебряной медали зимнего чемпионата мира. Одновременно стало известно о другой положительной допинг-пробе, которую Мохнюк сдала 21 апреля 2016 года в рамках внесоревновательного контроля. За этот случай ей была назначена 4-летняя дисквалификация.

## Личные рекорды в отдельных видах семиборья
| Дисциплина        | Результат | Год  |
| ----------------- | --------- | ---- |
| 100 м с барьерами | 13,00     | 2015 |
| Прыжок в высоту   | 1,83 м    | 2015 |
| Толкание ядра     | 14,96 м   | 2015 |
| 200 м             | 24,30     | 2015 |
| Прыжок в длину    | 6,62 м    | 2013 |
| Метание копья     | 39,76 м   | 2015 |
| 800 м             | 2.15,52   | 2014 |

## Основные результаты
| Год  | Турнир                          | Место проведения   | Дисциплина     | Место    | Результат |
| ---- | ------------------------------- | ------------------ | -------------- | -------- | --------- |
| 2010 | Чемпионат мира среди юниоров    | Монктон, Канада    | семиборье      | 11-е     | 5252      |
| 2011 | Кубок Европы по многоборьям     | Торунь, Польша     | семиборье      | 15-е     | 5496      |
| 2013 | Чемпионат Европы в помещении    | Гётеборг, Швеция   | прыжок в длину | 8-е      | 6,46 м    |
| 2013 | Кубок Европы по многоборьям     | Таллин, Эстония    | семиборье      | 8-е      | 5941      |
| 2013 | Чемпионат Европы среди молодёжи | Тампере, Финляндия | семиборье      | 3-е      | 5898      |
| 2014 | Чемпионат Европы                | Цюрих, Швейцария   | семиборье      | 14-е     | 6025      |
| 2015 | Кубок Европы по многоборьям     | Обань, Франция     | семиборье      | 23-е     | 5211      |
| 2015 | Чемпионат мира                  | Пекин, Китай       | семиборье      | 7-е      | 6359      |
| 2016 | Чемпионат мира в помещении      | Портленд, США      | семиборье      | 2-е (DQ) | 4847      |